# Sveinung Aanonsen
Sveinung Aanonsen (Variante des Familiennamens Anondsen; * 24. Dezember 1854 in Rauland (Telemark); † 26. November 1919 in Borre) war ein norwegischer Maler und Bildhauer.
Er entschloss sich als 20-Jähriger, Genremalerei zu studieren, und besuchte deshalb zuerst von 1874 bis 1877 die von Knud Bergslien geleitete Malerschule in Christiania (das heutige Oslo). Anschließend ging er nach München, um sich von 1877 bis 1879 bei Otto Seitz in der Genremalerei weiter unterrichten zu lassen. Danach kehrte er in seinen Geburtsort Rauland zurück, verbrachte dort die nächsten 20 Jahre, lebte dann seit 1899 wieder in Christiania und wirkte als Genre- und Porträtmaler. Außerdem beschäftigte er sich mit dem Kopieren von Altarbildern. Ferner schuf er eine Statue (1903), die sich in Bergens Bildergalerie befindet. Werke präsentierte er u. a. 1899 und 1901 bei den staatlichen Kunstausstellungen in Christiania.